# トニー・クシュナー
アンソニー・ロバート・"トニー"・クシュナー（Anthony Robert "Tony" Kushner, 1956年7月16日 - ）は、アメリカ合衆国の劇作家、脚本家である。 

## 人物
1993年に舞台『エンジェルス・イン・アメリカ 国家的テーマに関するゲイ・ファンタジア』でピューリッツァー賞戯曲部門を受賞した。映画では『ミュンヘン』、『リンカーン』、『ウエスト・サイド・ストーリー』の脚本を執筆している。

## 生い立ちとキャリア

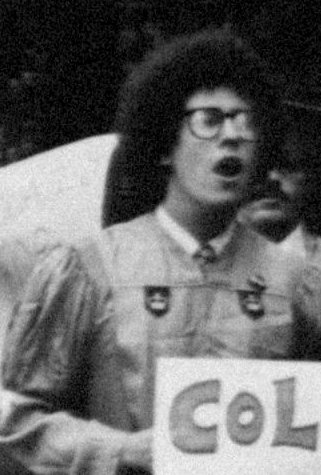
1978年にコロンビア大学で抗議活動をするクシュナー。

ニューヨーク市マンハッタンでクラリネット奏者兼指揮者の父とファゴット奏者の母とのあいだに生まれる。ユダヤ系の家庭である。誕生後、一家はルイジアナ州レイクチャールズに移り、幼少時代を過ごした。高校時代は政治議論を熱心だった。1974年にニューヨークへ移り、コロンビア大学で学び、1978年に中世研究の学士号を得た。さらにニューヨーク大学の大学院演技プログラムに参加し、1984年に修了した。
クシュナーで最も有名な作品『エンジェルス・イン・アメリカ 国家的テーマに関するゲイ・ファンタジア』（『至福千年紀が近づく』と『ペレストロイカ』の2部構成）は7時間時間に及ぶ長編で、レーガン時代のニューヨークのエイズ患者を描いている。同作はHBOよりミニシリーズ化され、クシュナー自身が脚色した。
2000年代には映画の仕事も始めた。2005年、エリック・ロスと共同で脚本を執筆し、スティーヴン・スピルバーグが製作・監督した『ミュンヘン』が公開された。2006年1月にはドキュメンタリー映画『Wrestling With Angels』がサンダンス映画祭で公開された。2011年4月、再びスピルバーグ作品への参加が発表され、ドリス・カーンズ・グッドウィンの書籍『リンカン』を原作とした『リンカーン』の脚本を書いた。
クシュナーは自身の作品を長年にわたって何度も改訂することで知られる。『エンジェルス・イン・アメリカ』の『ペレストロイカ』はオリジナルの倍の長さになっていることを認めている。

## 脚本作品
- エンジェルス・イン・アメリカ Angels in America (2003) テレビドラマ
- ミュンヘン Munich (2005)
- リンカーン Lincoln (2012)
- ウエスト・サイド・ストーリー West Side Story (2020)
- フェイブルマンズ The Fabelmans (2022)